# Dadakot
Dadakot (nep. डाँडाकोट) – gaun wikas samiti w zachodniej części Nepalu w strefie Mahakali w dystrykcie Darchula. Według nepalskiego spisu powszechnego z 2001 roku liczył on 358 gospodarstw domowych i 2046 mieszkańców (1094 kobiet i 952 mężczyzn).